# Billie Lourd
Billie Catherine Lourd (ur. 17 lipca 1992 w Los Angeles) – amerykańska aktorka.

## Życiorys
Jest córką Carrie Fisher i wnuczką Debbie Reynolds.
W 2014 roku ukończyła religioznawstwo i psychologię na Uniwersytecie Nowojorskim.

## Filmografia

### Filmy
| Rok  | Tytuł                                 | Rola             |
| ---- | ------------------------------------- | ---------------- |
| 2015 | Gwiezdne wojny: Przebudzenie Mocy     | Kaydel Ko Connix |
| 2017 | Gwiezdne wojny: Ostatni Jedi          | Kaydel Ko Connix |
| 2018 | Billionaire Boys Club                 | Rosanna Ricci    |
| 2019 | Booksmart                             | Gigi             |
| 2019 | Gwiezdne wojny: Skywalker. Odrodzenie | Kaydel Ko Connix |
| 2022 | Ticket to Paradise                    | Wren Butler      |

### Seriale
| Rok       | Tytuł                                 | Rola                     |
| --------- | ------------------------------------- | ------------------------ |
| 2015-2016 | Królowe Krzyku                        | Sadie Swenson / Chanel#3 |
| 2017      | American Horror Story: Kult           | Winter Anderson          |
| 2017      | American Horror Story: Kult           | Linda Kasabian           |
| 2018      | American Horror Story: Apokalipsa     | Mallory                  |
| 2019      | American Horror Story: 1984           | Montana Duke             |
| 2020      | Will & Grace                          | Fiona Adler              |
| 2021      | American Horror Story: Podwójny Seans | Leslie "Lark" Feldman    |
| 2021      | American Horror Stories               | Liv Whitley              |
| 2022      | American Horror Story: NYC            | Dr Hannah Wells          |
| 2023      | Strange Planet                        | Loud Teen (głos)         |
| 2023      | American Horror Story: Oczekiwanie    | Ashley                   |